# 圣富瓦 (滨海塞纳省)
圣富瓦（法語：Sainte-Foy，法語發音：[sɛ̃t fwa]）是法国滨海塞纳省的一个市镇，属于迪耶普区。

## 地理
圣富瓦（49°47'44"N, 1°8'7"E）面积6.72 平方千米，位于法国诺曼底大区滨海塞纳省，该省份为法国北部沿海省份，其西部及北部濒大西洋英吉利海峡，东起顺时针与索姆省、瓦兹省、厄尔省和卡爾瓦多斯省接壤。
与圣富瓦接壤的市镇（或旧市镇、城区）包括：拉沙佩勒迪布尔盖、拉绍塞、锡河畔隆格维尔、圣奥诺雷、大托尔西、小托尔西。

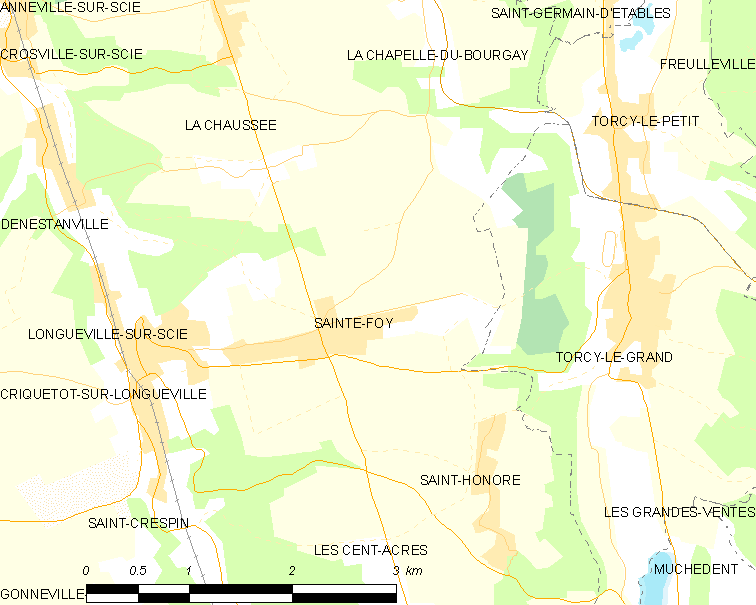
的OSM定位图

圣富瓦的时区为UTC+01:00、UTC+02:00（夏令时）。

## 行政
圣富瓦的邮政编码为76590，INSEE市镇编码为76577。

## 政治
圣富瓦所属的省级选区为吕讷赖县。

## 人口

1962-2008年间人口变化图示

圣富瓦于2022年1月1日时的人口数量为629人。